# Josep Sanabre i Sanromà
Josep Sanabre i Sanromà (Bonastre, 10 de novembre de 1892 - Barcelona, 18 d'abril de 1976) sacerdot, arxiver i historiador.

## Biografia
Als nou anys va ingressar al Seminari de Barcelona, on va cursar la carrera eclesiàstica. D'estudiant es va sentir atret pel catalanisme, i més encara després d'haver llegit La Tradició Catalana de Torras i Bages. És ordenat sacerdot el 1915. Més endavant es va traslladar a Roma per estudiar arxivística a l'Institut Paleogràfic Vaticà. El 1927, el bisbe de Barcelona, Josep Miralles, li va encarregar l'organització de l'Arxiu Diocesà de Barcelona, tasca que realitzà fins a l'any 1972. Com a arxiver diocesà de Barcelona, va fer la reorganització del fons de l’arxiu i hi aportà nous documents. El seu primer llibre, Los Sinodos Diocesanos de Barcelona, es va publicar el 1930. El 1934 va publicar la primera Guia de l Arxiu Diocesà de Barcelona, premiada per la Generalitat.
Entre 1933 i 1935 tornà a Roma, on estudià els fons de l'arxiu Vaticà i especialment els temes relacionats amb Catalunya, aprofondint en el període històric de la Guerra dels Segadors. El 1935 va visitar la Biblioteca Nacional de París a la recerca de la documentació francesa relativa a la guerra de Separació. Va col·laborar en revistes i publicacions, com El Matí, La Veu de Catalunya, La Vanguardia, Ressenya Eclesiàstica de Catalunya i Catalunya Social.

## Obra
- Los Sínodos Diocesanos de Barcelona. 1930,
- Guia de l'Arxiu diocesà de Barcelona. 1934,
- El Tractat dels Pirineus i la mutilació de Catalunya[4] 1960, Editorial Barcino,
- El Tractat dels Pirineus i els seus antecedents 1961, Rafael Dalmau Editor, ISBN 978-84-232-0274-4 p. 57, Col·lecció: Episodis de la Història.
- Resistència del Rosselló a incorporar-se a França 1970, Editorial Barcino, ISBN 978-84-7226-106-8, p.187
- La Guerra "dels Segadors" en el Ampurdán, y la actuación de la casa condal de Peralada 1953, Publicacions Biblioteca Palacio Peralada. Serie In-4.º Mayor. Volum V. p.73
- Martirologio de la iglesia en la diócesis de Barcelona durante la persecución religiosa, 1936-1939 1943, Ed.Lib. Religiosa, Barcelona, p.484
- La acción de Francia en Cataluña en la pugna por la hegemonía de Europa 1640-1659 1956, p. 747
- Història i País. Articles del diàri "El Matí" (1932-1936) 1992, Barcelonesa d'edicions - Institut d'Estudis Penedesencs, ISBN 8486887186 / ISBN 9788486887186